# Llista de monuments d'Alt Àneu
Llista de monuments d'Alt Àneu inclosos en l'Inventari del Patrimoni Arquitectònic Català per al municipi d'Alt Àneu (Pallars Sobirà). Inclou els inscrits en el Registre de Béns Culturals d'Interès Nacional (BCIN) amb la classificació de monuments històrics, els Béns Culturals d'Interès Local (BCIL) de caràcter immoble i la resta de béns arquitectònics integrants del patrimoni cultural català.
| Monument                                                        | Protecció       | Estil/època                        | Localització                                                               | Coordenades                                          | Codi?         | Imatge |
| --------------------------------------------------------------- | --------------- | ---------------------------------- | -------------------------------------------------------------------------- | ---------------------------------------------------- | ------------- | --- |
| Església de Sant Joan d'Isil o de Gil                           | BCIN 5-MH       | Romànic XI-XII                     | Alt Àneu Gil                                                               | 42° 40′ 33″ N, 1° 05′ 05″ E / 42.675959°N,1.084677°E | RI-51-0001232 | Església de Sant Joan d'Isil (Alt Àneu) · Vegeu més fotos d'aquest monument · Carregueu una nova foto d'aquest monument                    |
| Església de la Immaculada d'Isil, de Sant Joan d'Isil, o de Gil | BCIN 264-MH-EN  | Gòtic, barroc XVI                  | Alt Àneu                                                                   | 42° 40′ 45″ N, 1° 05′ 09″ E / 42.679227°N,1.085711°E | IPA-290       | Església de la Immaculada d'Isil (Alt Àneu) · Vegeu més fotos d'aquest monument · Carregueu una nova foto d'aquest monument                |
| Església de Sant Llorenç d'Isavarre                             | BCIN 265-MH     | Romànic XII                        | Alt Àneu                                                                   | 42° 39′ 03″ N, 1° 06′ 03″ E / 42.650957°N,1.100811°E | RI-51-0010158 | Església de Sant Llorenç d'Isavarre (Alt Àneu) · Vegeu més fotos d'aquest monument · Carregueu una nova foto d'aquest monument             |
| Església de Sant Andreu de València d'Àneu                      | BCIN 275-MH     | Romànic XII                        | Alt Àneu C. de l'Església, València d'Àneu                                 | 42° 38′ 04″ N, 1° 06′ 39″ E / 42.634438°N,1.110728°E | RI-51-0010156 | Església de Sant Andreu de València d'Àneu (Alt Àneu) · Vegeu més fotos d'aquest monument · Carregueu una nova foto d'aquest monument      |
| Castell de València d'Àneu                                      | BCIN 760-MH     | Medieval                           | Alt Àneu València d'Àneu                                                   | 42° 37′ 57″ N, 1° 06′ 59″ E / 42.632437°N,1.116322°E | RI-51-0006233 | Castell de València d'Àneu (Alt Àneu) · Vegeu més fotos d'aquest monument · Carregueu una nova foto d'aquest monument                      |
| Torre de defensa                                                | BCIN 761-MH     | Obra popular XIV                   | Alt Àneu Son                                                               | 42° 37′ 15″ N, 1° 05′ 48″ E / 42.620759°N,1.096699°E | RI-51-0006234 | Torre de defensa (Alt Àneu) · Vegeu més fotos d'aquest monument · Carregueu una nova foto d'aquest monument                                |
| Església dels Sant Just i Sant Pastor de Son del Pi             | BCIN 1961-MH-EN | Romànic XI-XII                     | Alt Àneu Pl. Església, Son                                                 | 42° 37′ 15″ N, 1° 05′ 48″ E / 42.620903°N,1.096719°E | RI-51-0010157 | Església dels Sants Just i Pastor de Son del Pi (Alt Àneu) · Vegeu més fotos d'aquest monument · Carregueu una nova foto d'aquest monument |
| Ermita de la Mare de Déu de les Ares                            |                 | Obra popular, romànic XII          | Alt Àneu Ctra. C-142 Esterri-Salardu, 7 km abans port de la Bonaigua, Ares | 42° 38′ 52″ N, 1° 00′ 26″ E / 42.647714°N,1.007289°E | IPA-25320     | Ermita de la Mare de Déu de les Ares (Alt Àneu) · Vegeu més fotos d'aquest monument · Carregueu una nova foto d'aquest monument            |
| Església parroquial de Sant Serni                               |                 | Obra popular, romànic XI           | Alt Àneu Àrreu                                                             | 42° 39′ 51″ N, 1° 04′ 29″ E / 42.664164°N,1.074844°E | IPA-25322     | Església parroquial de Sant Serni (Alt Àneu) · Vegeu més fotos d'aquest monument · Carregueu una nova foto d'aquest monument               |
| Rectoria                                                        |                 | Obra popular XIX, XX               | Alt Àneu Àrreu                                                             | 42° 39′ 51″ N, 1° 04′ 29″ E / 42.664164°N,1.074844°E | IPA-25323     | Carregueu una nova foto d'aquest monument                                                                                                  |
| Casa a Àrreu                                                    |                 | Obra popular XIX, XX               | Alt Àneu Àrreu                                                             | 42° 39′ 50″ N, 1° 04′ 28″ E / 42.664002°N,1.074306°E | IPA-25324     | Carregueu una nova foto d'aquest monument                                                                                                  |
| Ermita de la Mare de Déu de les Neus d'Àrreu                    |                 | Romànic XI                         | Alt Àneu Bordes d'Àrreu                                                    | 42° 39′ 47″ N, 1° 04′ 06″ E / 42.663151°N,1.068445°E | IPA-25325     | Ermita de la Mare de Déu de les Neus d'Àrreu (Alt Àneu) · Vegeu més fotos d'aquest monument · Carregueu una nova foto d'aquest monument    |
| Església parroquial de Sant Martí                               |                 | Romànic, obra popular XII          | Alt Àneu Pl. Major, Borén                                                  | 42° 39′ 37″ N, 1° 04′ 52″ E / 42.660193°N,1.081049°E | IPA-25327     | Església parroquial de Sant Martí (Alt Àneu) · Vegeu més fotos d'aquest monument · Carregueu una nova foto d'aquest monument               |
| Torre de la Minyona                                             |                 | Obra popular, gòtic XIV, XVIII, XX | Alt Àneu Pl. Major, Borén                                                  |                                                      | IPA-25330     | Carregueu una nova foto d'aquest monument                                                                                                  |
| Arc gòtic amb calats de Borén                                   |                 | Gòtic XIV, XV                      | Alt Àneu Pl. Major, Borén                                                  | 42° 39′ 35″ N, 1° 04′ 55″ E / 42.659704°N,1.082046°E | IPA-25331     | Carregueu una nova foto d'aquest monument                                                                                                  |
| Dintell a un mur de Borén                                       |                 | Gòtic XV, XVI                      | Alt Àneu C. Major, Borén                                                   | 42° 39′ 36″ N, 1° 04′ 54″ E / 42.659877°N,1.081650°E | IPA-25332     | Carregueu una nova foto d'aquest monument                                                                                                  |
| Casa a Son 1                                                    |                 | Obra popular XVIII                 | Alt Àneu Pl. Major, Son                                                    | 42° 37′ 11″ N, 1° 05′ 47″ E / 42.61985°N,1.096316°E  | IPA-25338     | Carregueu una nova foto d'aquest monument                                                                                                  |
| Casa a Son 2                                                    |                 | Obra popular XVIII                 | Alt Àneu Pl. Major, Son                                                    | 42° 37′ 11″ N, 1° 05′ 45″ E / 42.619799°N,1.095928°E | IPA-25339     | Carregueu una nova foto d'aquest monument                                                                                                  |
| Capella de Sant Pere de l'Abadia                                |                 | Romànic XII                        | Alt Àneu Petita placeta carrer d'entrada, Son                              | 42° 37′ 12″ N, 1° 05′ 45″ E / 42.620129°N,1.095777°E | IPA-25340     | Capella de Sant Pere de l'Abadia (Alt Àneu) · Vegeu més fotos d'aquest monument · Carregueu una nova foto d'aquest monument                |
| Casa a Son 3                                                    |                 | Obra popular XVIII                 | Alt Àneu Carrer d'entrada al poble, Son                                    | 42° 37′ 12″ N, 1° 05′ 45″ E / 42.620003°N,1.095732°E | IPA-25341     | Carregueu una nova foto d'aquest monument                                                                                                  |
| Arcades a la plaça Major de Son                                 |                 | Obra popular                       | Alt Àneu Pl. Major, Son                                                    | 42° 37′ 12″ N, 1° 05′ 46″ E / 42.619935°N,1.096015°E | IPA-25342     | Carregueu una nova foto d'aquest monument                                                                                                  |
| Casa de la Senyora                                              |                 | Obra popular XVI, XIX              | Alt Àneu València d'Àneu                                                   | 42° 38′ 01″ N, 1° 06′ 34″ E / 42.633694°N,1.109523°E | IPA-25351     | Casa de la Senyora (Alt Àneu) · Vegeu més fotos d'aquest monument · Carregueu una nova foto d'aquest monument                              |
| Església de Sant Lliser d'Alós d'Isil                           |                 | Romànic XII                        | Alt Àneu En el cementiri que dona a la plaça, Alós d'Isil                  | 42° 42′ 04″ N, 1° 06′ 00″ E / 42.701139°N,1.099886°E | IPA-25354     | Església de Sant Lliser d'Alós d'Isil (Alt Àneu) · Vegeu més fotos d'aquest monument · Carregueu una nova foto d'aquest monument           |
| Can Tort o dels Arnalot                                         |                 | Obra popular, barroc XVIII         | Alt Àneu Alós d'Isil                                                       | 42° 42′ 01″ N, 1° 05′ 54″ E / 42.700359°N,1.098217°E | IPA-25358     | Carregueu una nova foto d'aquest monument                                                                                                  |
| Can Dídac                                                       |                 | Obra popular XVI                   | Alt Àneu Pl. Major, Alós d'Isil                                            | 42° 42′ 03″ N, 1° 05′ 58″ E / 42.700965°N,1.099426°E | IPA-25359     | Can Dídac (Alt Àneu) · Vegeu més fotos d'aquest monument · Carregueu una nova foto d'aquest monument                                       |
| Cal Noble                                                       |                 | Obra popular XVI                   | Alt Àneu Carreró al costat de l'església, Alós d'Isil                      | 42° 42′ 05″ N, 1° 06′ 02″ E / 42.701322°N,1.100587°E | IPA-25360     | Carregueu una nova foto d'aquest monument                                                                                                  |
| Casa en un carreró al costat Noguera                            |                 | Obra popular XVIII                 | Alt Àneu Carreró costat Noguera, Isil                                      | 42° 40′ 46″ N, 1° 05′ 10″ E / 42.679315°N,1.086123°E | IPA-25365     | Carregueu una nova foto d'aquest monument                                                                                                  |
| Pont d'Isil, o Pont d'en Gil                                    |                 | Romànic Medieval                   | Alt Àneu Isil                                                              | 42° 40′ 44″ N, 1° 05′ 10″ E / 42.678940°N,1.086001°E | IPA-25366     | Pont d'Isil (Alt Àneu) · Vegeu més fotos d'aquest monument · Carregueu una nova foto d'aquest monument                                     |
| Pont d'Alós                                                     |                 | Romànic                            | Alt Àneu Isil                                                              | 42° 42′ 00″ N, 1° 05′ 57″ E / 42.699990°N,1.099181°E | IPA-25367     | Pont d'Alós (Alt Àneu) · Vegeu més fotos d'aquest monument · Carregueu una nova foto d'aquest monument                                     |
| Església de Sant Pere de Sorpe                                  |                 | Romànic XIII, XVII                 | Alt Àneu C. de l'Església, Sorpe                                           | 42° 39′ 10″ N, 1° 04′ 48″ E / 42.652788°N,1.080056°E | IPA-25369     | Església de Sant Pere de Sorpe (Alt Àneu) · Vegeu més fotos d'aquest monument · Carregueu una nova foto d'aquest monument                  |
| Casa Armengol                                                   |                 | Obra popular XII, XVII             | Alt Àneu Pl. Major, Sorpe                                                  | 42° 39′ 09″ N, 1° 04′ 47″ E / 42.652385°N,1.079642°E | IPA-25372     | Carregueu una nova foto d'aquest monument                                                                                                  |
| Casa Andreuet                                                   |                 | Obra popular XVII                  | Alt Àneu Pl. Major, 9, Sorpe                                               | 42° 39′ 06″ N, 1° 04′ 48″ E / 42.651624°N,1.079909°E | IPA-25373     | Carregueu una nova foto d'aquest monument                                                                                                  |
| Pont d'Isavarre                                                 |                 | Obra popular                       | Alt Àneu Sobre la Noguera Pallaresa                                        | 42° 38′ 58″ N, 1° 05′ 49″ E / 42.649439°N,1.096829°E | IPA-36970     | Carregueu una nova foto d'aquest monument                                                                                                  |
| Pont d'Àrreu                                                    | BCIL 2012       | Obra popular XIII                  | Alt Àneu Sobre el Noguera Pallaresa                                        | 42° 39′ 47″ N, 1° 04′ 51″ E / 42.66313°N,1.080768°E  | IPA-36971     | Pont d'Àrreu (Alt Àneu) · Vegeu més fotos d'aquest monument · Carregueu una nova foto d'aquest monument                                    |
| Serradora de Sorpe                                              |                 | Obra popular XIX, XX               | Alt Àneu Riba dreta del riu Bonaigua                                       |                                                      | IPA-42998     | Carregueu una nova foto d'aquest monument                                                                                                  |
| Serradora d'Àrreu                                               |                 | Obra popular XIX, XX               | Alt Àneu Vessant esquerra del riu d'Àrreu                                  |                                                      | IPA-42999     | Carregueu una nova foto d'aquest monument                                                                                                  |